# Lepanthopsis stellaris
Lepanthopsis stellaris är en orkidéart som beskrevs av Donald Dungan Dod. Lepanthopsis stellaris ingår i släktet Lepanthopsis och familjen orkidéer. Inga underarter finns listade i Catalogue of Life.